# Dammarie-sur-Loing
Pour les articles homonymes, voir Dammarie (homonymie) et Loing (homonymie).
Dammarie-sur-Loing est une commune française située dans le département du Loiret en région Centre-Val de Loire.

## Géographie

### Localisation et communes limitrophes

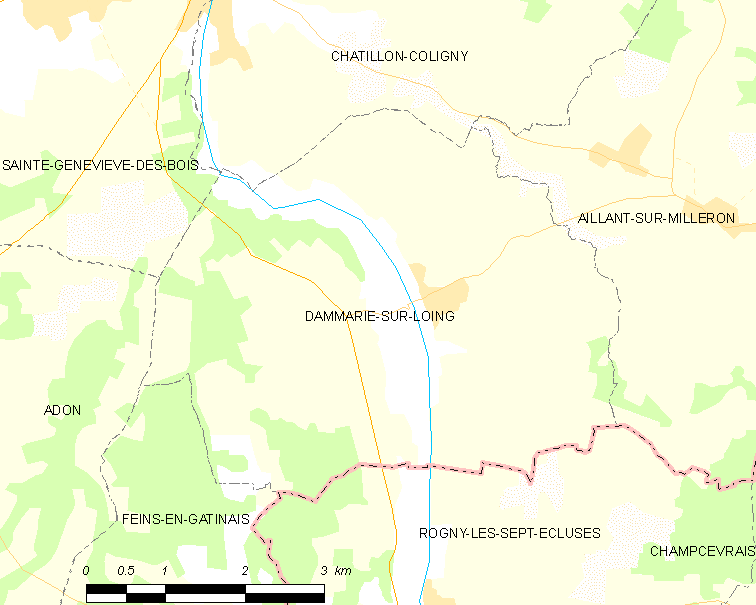
Carte de la commune de Dammarie-sur-Loing et des communes limitrophes.

La commune de Dammarie-sur-Loing se trouve extrême-est du département du Loiret, dans la région agricole de la Puisaye. À vol d'oiseau, elle se situe à 73,9 km  d'Orléans, préfecture du département, à 25,8 km de Montargis, sous-préfecture, et à 4,8 km de Châtillon-Coligny, ancien chef-lieu du canton dont dépendait la commune avant mars 2015. La commune fait partie du bassin de vie de Châtillon-Coligny.
Les communes les plus proches sont : Aillant-sur-Milleron (3,8 km), Rogny-les-Sept-Écluses (4 km, dans l'Yonne), Châtillon-Coligny (4,8 km), Feins-en-Gâtinais (5,2 km), Sainte-Geneviève-des-Bois (6 km), Adon (6,8 km), Champcevrais (7 km, dans l'Yonne), Saint-Maurice-sur-Aveyron (8,1 km), Le Charme (8,6 km) et Escrignelles (8,9 km).

### Lieux-dits et écarts
Les lieux-dits suivis d'une astérisque sont situés à l'écart de la route indiquée.
B
- Bel Air,                 Rte de Châtillon
- Bois Garnier*,           Rte de Châtillon
- Les Bourgoins,           Rte d'Aillant
- Les Bûcherons*,          Rue des Crapottes
- Bruxelles,               Rte de Rogny

C
- Charbonnière,            Rue des Crapottes
- Les Comnailles,          Rte d'Adon
- Les Copeaux,             Rte des Copeaux
- Les Crapottes,           Rue des Crapottes
- Le Crot à Moulin,        Rte de Rogny

E
- Les Épillons,            Rte d'Aillant

F
- Flavigny*,               Rte d'Aillant
- La Forge*,               Chemin des Comnailles

G
- Les Gaudolles*,          Rte de Rogny
- Les Gévrils,             Chemin des Gévrils (près de la D41)
- Les Grands Bois,         Rue des Crapottes
- Guiche Grêlé*,           Rte des Copeaux

H
- Les Haies,               Rte de Châtillon

M
- La Malardière*,          Rte d'Aillant
- Château de Mivoisin*,        Rte de Sainte-Geneviève (D 93)
- Mon Idée,                Rte d'Aillant
- Les Morsins*,            Rte de Rogny
- Le Moulin Brûlé*,        Rte de Châtillon
- Le Moulin Hamard*,       Rte de Sainte-Geneviève (D 93)
- Le Moulin Pilon,         Chemin des Comnailles

N
- Château de Nailly*,      Rte de Sainte-Geneviève (D 93)

P
- Les Painchauds,          Rue des Crapottes
- Les Pèlebois,            Rue des Crapottes
- La Picardie,             Rte de Châtillon
- Les Policets*,           Rte de Rogny

R
- La Richerie*,            Rue des Crapottes
- Les Romions,             Rte des Copeaux

S
- La Savionnière*,         D 93 vers Rogny
- Les Sélègres,            Rte des Copeaux
- Saint-Sorlin*,           Rte de Sainte-Geneviève (D 93)

T
- Les Taupines*,           Rue des Crapottes
- Les Terres Rudes*,       Rte de Rogny
- Les Toulerons*,          Rte de Rogny

V
- Les Vallées*,            Chemin des Vallées
- Les Petites Vallées*,    Chemin des Vallées

### Géologie et relief

#### Géologie
La commune se situe dans le sud du Bassin parisien, le plus grand des trois bassins sédimentaires français. Cette vaste dépression, occupée dans le passé par des mers peu profondes et des lacs, a été comblée, au fur et à mesure que son socle s’affaissait, par des sables et des argiles, issus de l’érosion des reliefs alentours, ainsi que des calcaires d’origine biologique, formant ainsi une succession de couches géologiques.
Les couches affleurantes sur le territoire communal sont constituées de formations superficielles du Quaternaire et de roches sédimentaires datant du Cénozoïque, l'ère géologique la plus récente sur l'échelle des temps géologiques, débutant il y a 66 millions d'années, et du Mésozoïque, anciennement appelé Ère secondaire, qui s'étend de −252,2 à −66,0 Ma. La formation la plus ancienne est de la craie blanche à silex remontant à la période Crétacé. La formation la plus récente est des alluvions récentes des lits mineurs remontant à l’époque Holocène de la période Quaternaire. Le descriptif de ces couches est détaillé dans  les feuilles « n°400 - Châtillon-Coligny » et « n°401 - Bléneau » de la carte géologique au 1/50 000ème du département du Loiret, et leurs notices associées,.

Carte géologique de la commune.

|  | Fz : | alluvions récentes des lits mineurs, Holocène                     |
|  | FC : | alluvions et colluvions du fond des vallées secondaires, Holocène |

|  | qOE : | Limons et Loess, Quaternaire |

|  | g1CEt : | calcaire d'Étampes, Stampien supérieur |

|  | e4PN : | poudingue de Nemours, Paléocène-Éocène inférieur |

|  | e1-4S :  | formations détritiques (argiles, sables, conglomérats) et Argiles à silex, Paléocène-Éocène inférieur |
|  | e1-4Rc : | complexe argilo-sableux à silex = argiles à silex, Paléocène-Éocène inférieur                         |

|  | c3Cr : | craie blanche à silex, Coniacien |
|  | c2Cr : | craie blanche à silex, Turonien  |

#### Relief
La superficie cadastrale de la commune publiée par l’Insee, qui sert de références dans toutes les statistiques, est de 20,94 km2,. La superficie géographique, issue de la BD Topo, composante du Référentiel à grande échelle produit par l'IGN, est quant à elle de 21 km2. L'altitude du territoire varie entre 126 m et 177 m.

## Toponymie
La sainte patronne de l'église du bourg est « Notre-Dame ». Dammarie est donc un hagiotoponyme caché, qui peut être mis en évidence par la graphie « Dame Marie (mère de Jésus) ».
La dénomination composée est attestée au moins depuis le début du XVIIe siècle, probablement en raison de la présence de Dammarie-en-Puisaye, géographiquement proche.
La prononciation correcte semble être damari, mais il faut signaler que de nombreuses personnes, à tort ou à raison, énoncent danemari.

## Histoire

### Climat
Pour des articles plus généraux, voir Climat du Centre-Val de Loire et Climat du Loiret.
En 2010, le climat de la commune est de type climat océanique dégradé des plaines du Centre et du Nord, selon une étude du CNRS s'appuyant sur une série de données couvrant la période 1971-2000. En 2020, Météo-France publie une typologie des climats de la France métropolitaine dans laquelle la commune est exposée à un climat océanique altéré et est dans la région climatique Centre et contreforts nord du Massif Central, caractérisée par un air sec en été et un bon ensoleillement.
Pour la période 1971-2000, la température annuelle moyenne est de 10,8 °C, avec une amplitude thermique annuelle de 15,8 °C. Le cumul annuel moyen de précipitations est de 739 mm, avec 11,6 jours de précipitations en janvier et 7,3 jours en juillet. Pour la période 1991-2020, la température moyenne annuelle observée sur la station météorologique de Météo-France la plus proche, sur la commune de Nogent-sur-Vernisson à 12 km à vol d'oiseau, est de 11,7 °C et le cumul annuel moyen de précipitations est de 738,5 mm,. Pour l'avenir, les paramètres climatiques de la commune estimés pour 2050 selon différents scénarios d'émission de gaz à effet de serre sont consultables sur un site dédié publié par Météo-France en novembre 2022.

## Urbanisme

### Typologie
Au 1er janvier 2024, Dammarie-sur-Loing est catégorisée commune rurale à habitat dispersé, selon la nouvelle grille communale de densité à sept niveaux définie par l'Insee en 2022.
Elle est située hors unité urbaine et hors attraction des villes,.

### Occupation des sols
L'occupation des sols de la commune, telle qu'elle ressort de la base de données européenne d’occupation biophysique des sols Corine Land Cover (CLC), est marquée par l'importance des territoires agricoles (84,7 % en 2018), une proportion sensiblement équivalente à celle de 1990 (85,1 %). La répartition détaillée en 2018 est la suivante : 
terres arables (70,7 %), forêts (13,7 %), prairies (9,7 %), zones agricoles hétérogènes (4,3 %), zones urbanisées (1,6 %).
L'évolution de l’occupation des sols de la commune et de ses infrastructures peut être observée sur les différentes représentations cartographiques du territoire : la carte de Cassini (XVIIIe siècle), la carte d'état-major (1820-1866) et les cartes ou photos aériennes de l'IGN pour la période actuelle (1950 à aujourd'hui).

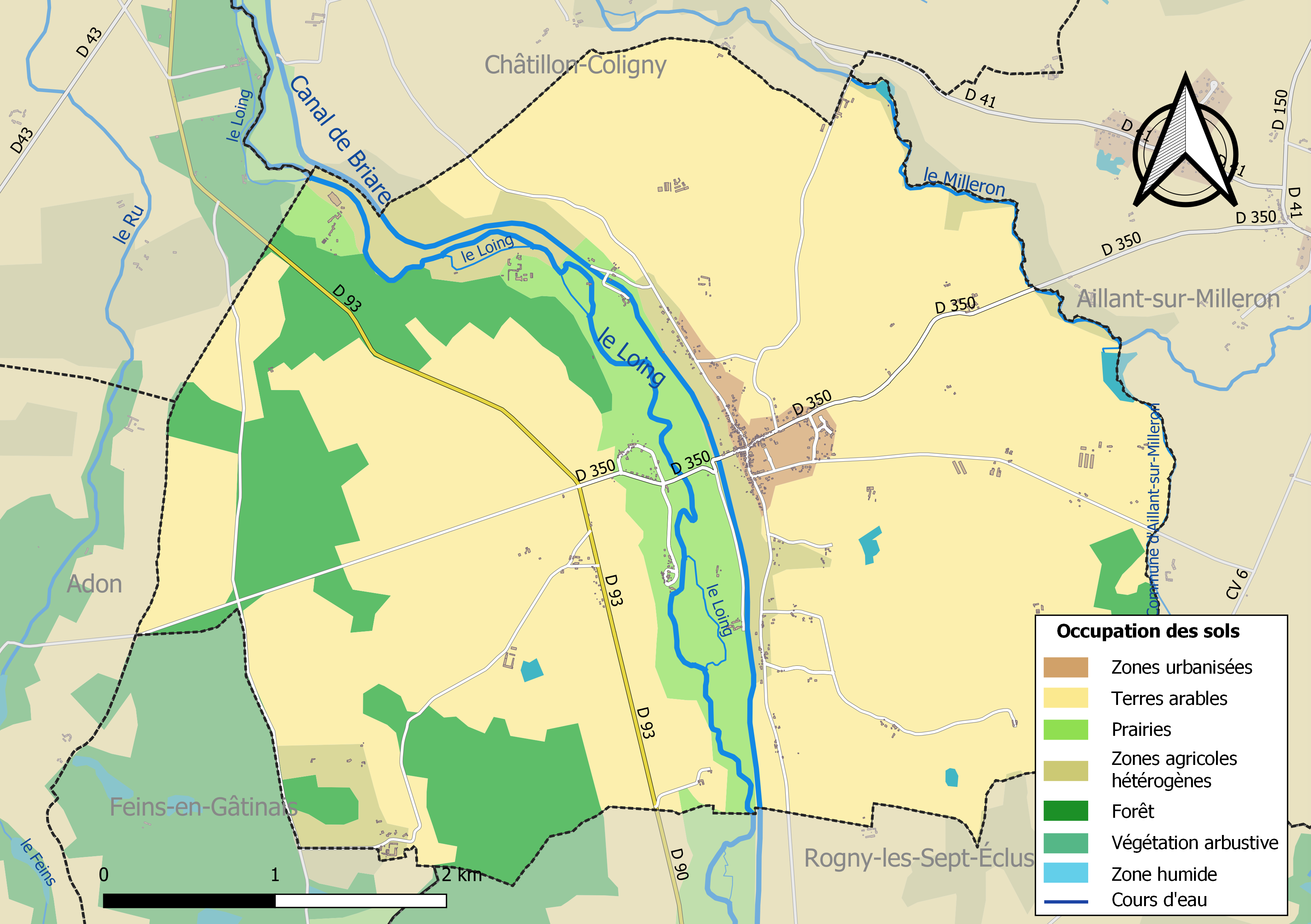
Carte des infrastructures et de l'occupation des sols de la commune en 2018 (CLC).
Carte orthophotographique de la commune en 2016.

### Planification
En 2016, la commune ne dispose pas de document d'urbanisme approuvé. De ce fait seules les règles générales du règlement national d'urbanisme s'appliquent. Ainsi tout terrain situé hors des parties actuellement urbanisées est inconstructible hormis dans certains cas spécifiques.

### Voies de communication et transports

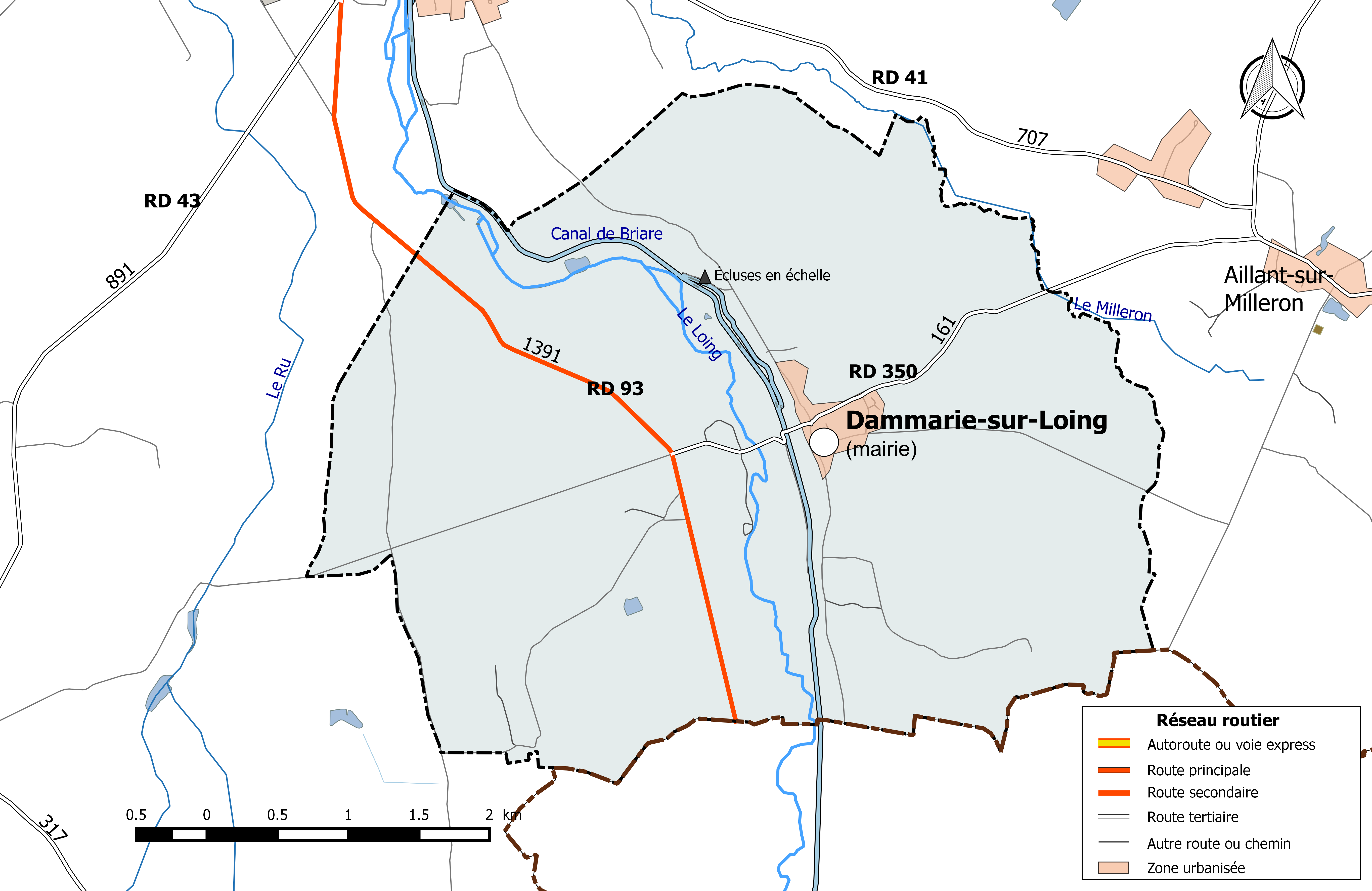
Réseau routier principal de la commune de Dammarie-sur-Loing (avec indication du trafic routier 2014).

#### Infrastructures routières
La commune est traversée par deux routes départementales : la RD 93 (1 390 véhicules/jour), qui relie la commune à Amilly et se prolonge dans le département de l'Yonne vers Rogny-les-Sept-Écluses avec la RD 90 et la RD 350 (190 véhicules/jour), qui relie le centre-bourg à Aillant-sur-Milleron. Complétant ces voies, la commune est sillonnée de plusieurs voies communales et chemins ruraux desservant ses fermes et hameaux et les bourgs environnants.

#### Transports en commun
En 2016, aucune ligne régulière du réseau Ulys, le réseau interurbain de transport par autocar du Conseil départemental du Loiret, ne dessert la commune. Par contre la commune bénéficie du service Ulys Proximité qui emmène les usagers de la commune vers un arrêt desservi par la ligne régulière la plus proche. À compter du 1er janvier 2017, la compétence des services de transports routiers interurbains, réguliers et à la demande est transférée des départements aux régions, et donc localement du département du Loiret à la région Centre-Val de Loire, consécutivement à la loi NOTRe du 7 août 2015.

### Risques naturels et technologiques
La commune de Dammarie-sur-Loing est vulnérable à différents aléas naturels : inondations (par débordement du Loing), climatiques (hiver exceptionnel ou canicule), mouvements de terrains ou sismique (sismicité très faible).
Entre 1999 et 2019, quatre arrêtés ministériels ayant porté reconnaissance de catastrophe naturelle ont été pris pour le territoire de la commune  de Dammarie-sur-Loing : deux  pour des inondations et coulées de boues et deux pour des mouvements de terrains.
Certaines parties du territoire communal sont exposées aux crues du Loing sur sa partie amont. Celles-ci ainsi que celles de l’Ouanne ont essentiellement lieu aux mois de décembre, janvier et février, qui concentrent l’ensemble des crues majeures, plus rarement en automne (octobre 1896), et au printemps (mai 1836). Les deux crues de référence sont celles de janvier 1910 (3,16 m à Montargis) et de mai-juin 2016 (3,36 m à la même station),. Le risque d'inondation est pris en compte dans l'aménagement du territoire de la commune par le biais du Plan de prévention du risque inondation (PPRI) Loing Amont approuvé le 3 août 2012 par arrêté préfectoral et annulé par décision du Conseil d’État le 5 décembre 2016.
Le territoire de la commune peut également être concerné par un risque d'effondrement de cavités souterraines non connues. Une cartographie départementale de l'inventaire des cavités souterraines et des désordres de surface a été réalisée. Il a été recensé sur la commune plusieurs effondrements de cavités.
Par ailleurs, le sol du territoire communal peut faire l'objet de mouvements de terrain liés à la sécheresse. Le phénomène de retrait-gonflement des argiles est la conséquence d'un changement d'humidité des sols argileux. Les argiles sont capables de fixer l'eau disponible mais aussi de la perdre en se rétractant en cas de sécheresse. Ce phénomène peut provoquer des dégâts très importants sur les constructions (fissures, déformations des ouvertures) pouvant rendre inhabitables certains locaux. Celui-ci a particulièrement affecté le Loiret après la canicule de l'été 2003. Une grande partie du territoire de la commune est soumis à un aléa « moyen » face à ce risque, selon l'échelle définie par le Bureau de recherches géologiques et minières (BRGM).
Depuis le 22 octobre 2010, la France dispose d’un nouveau zonage sismique divisant le territoire national en cinq zones de sismicité croissante. La commune, à l’instar de l’ensemble du département,  est concernée par un risque très faible.

## Politique et administration

### Découpage territorial

#### Bloc communal: Commune et intercommunalités

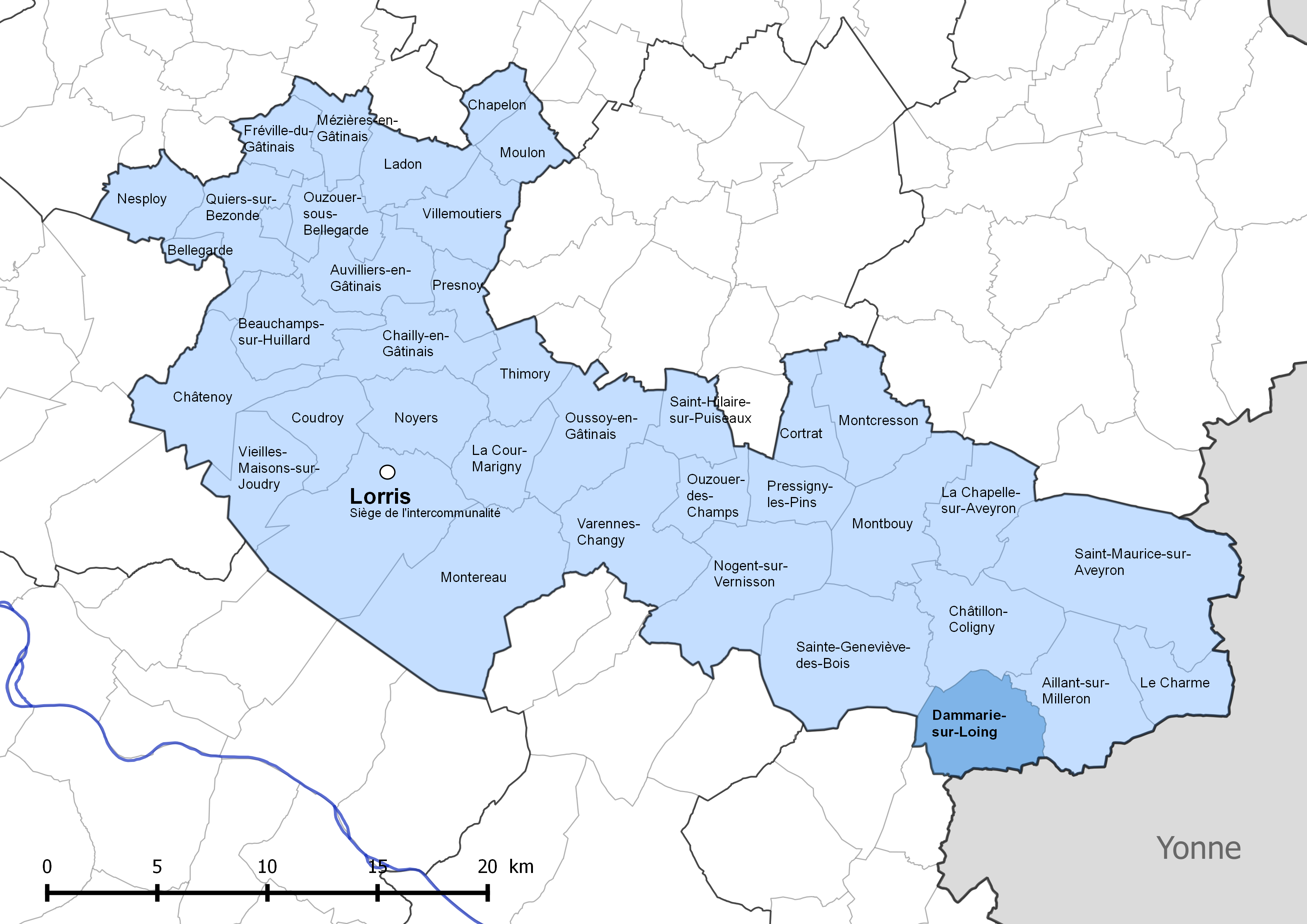
Localisation de la commune de Dammarie-sur-Loing dans la communauté de communes Canaux et forêts en Gâtinais.

La paroisse et bourg de Dammarie acquiert le statut de municipalité avec le  décret du 12 novembre 1789 de l'Assemblée Nationale puis celui de « commune », au sens de l'administration territoriale actuelle, par le décret de la Convention nationale du 10 brumaire an II (31 octobre 1793). Il faut toutefois attendre la loi du 5 avril 1884 sur l'organisation municipale pour qu'un régime juridique uniforme soit défini pour toutes les communes de France, point de départ de l’affirmation progressive des communes face au pouvoir central.
La commune prend la dénomination de Dammarie-sur-Loing dans l'arrêté de 1801. Aucun événement de restructuration majeure du territoire, de type suppression, cession ou réception de territoire, n'a affecté la commune depuis sa création.
La communauté des Quatre-Rivières ou district urbain de Châtillon-Coligny, créé le 6 juillet 1965,  est transformée en communauté de communes de Châtillon-Coligny par arrêté préfectoral du 26 décembre 2001. Dammarie-sur-Loing fait alors partie des douze communes qui composent cette nouvelle intercommunalité. La commune appartient à d'autres établissements publics de coopération intercommunale, de type syndicats ou autres regroupements intercommunaux. Le découpage territorial de ces structures est en constante évolution dans une perspective de rationalisation et d'efficience des services.
Afin de renforcer et réduire le nombre d'intercommunalités en France, la loi du 7 août 2015 portant nouvelle organisation territoriale de la République (dite loi NOTRe) fait passer le seuil démographique minimal de 5 000 à 15 000 habitants pour constituer une intercommunalité, sauf exceptions. Le schéma départemental de coopération intercommunale du Loiret est arrêté sur ces bases le 30 mars 2016 et le nombre d'établissements publics de coopération intercommunale à fiscalité propre passe dans le département du Loiret de 28 (2 communautés d'agglomération et 26 communautés de communes) à 16 (deux communautés d'agglomération et 14 communautés de communes dont une interdépartementale). Les communautés de communes du canton de Lorris et canton de Châtillon-Coligny et du Bellegardois fusionnent ainsi à compter du 1er janvier 2017 en une seule entité : la communauté de communes Canaux et forêts en Gâtinais, dont le siège est à Lorris. Cette nouvelle intercommunalité comprend 38 communes dont  Dammarie-sur-Loing.

#### Circonscriptions de rattachement
Sous l'Ancien Régime, à la veille des États généraux de 1789, la paroisse de Dammarie-sur-Loing était rattachée sur le plan ecclésiastique de l'ancien diocèse de Sens et sur le plan judiciaire au bailliage de Montargis.
La loi du 22 décembre 1789 divise le pays en 83 départements découpés chacun en six à neuf districts eux-mêmes découpés en cantons regroupant des communes. Les districts, tout comme les départements, sont le siège d’une administration d’État et constituent à ce titre des circonscriptions administratives. La commune de Dammarie-sur-Loing est alors incluse dans le canton de Chatillon, le district de Montargis et le département du Loiret.
La recherche d’un équilibre entre la volonté d’organiser une administration dont les cadres permettent l’exécution et le contrôle des lois d’une part, et la volonté d’accorder une certaine autonomie aux collectivités de base (paroisses, bourgs, villes) d’autre part, s’étale de 1789 à 1838. Les découpages territoriaux évoluent ensuite au gré des réformes visant à décentraliser ou recentraliser l'action de l'État. La régionalisation fonctionnelle des services de l'État (1945-1971) aboutit à la création de régions. L'acte I de la décentralisation de 1982-1983 constitue une étape importante en donnant l'autonomie aux collectivités territoriales, régions, départements et communes. L'acte II intervient en 2003-2006, puis l'acte III en 2012-2015.
Le tableau suivant présente les rattachements, au niveau infra-départemental, de la commune de Dammarie-sur-Loing aux différentes circonscriptions administratives et électorales ainsi que l'historique de l'évolution de leurs territoires.
| Circonscription             | Nom                 | Période   | Type                         | Évolution du découpage territorial |
| --------------------------- | ------------------- | --------- | ---------------------------- | --- |
| District                    | Montargis           | 1790-1795 | Administrative               | La commune est rattachée au district de Montargis de 1790 à 1795,. La Constitution du 5 fructidor an III, appliquée à partir de vendémiaire an IV (1795) supprime les districts, rouages administratifs liés à la Terreur, mais maintient les cantons qui acquièrent dès lors plus d'importance. |
| Canton                      | Chatillon (Coligny) | 1790-1801 | Administrative et électorale | Le 10 février 1790, la municipalité de Dammarie est rattachée au canton de Chatillon (Coligny). Les cantons acquièrent une fonction administrative avec la disparition des districts en 1795. |
| Canton                      | Châtillon-sur-Loing | 1801-2015 | Administrative et électorale | Sous le Consulat, un redécoupage territorial visant à réduire le nombre de justices de paix ramène le nombre de cantons dans le Loiret de 59 à 31. Dammarie-sur-Loing est alors rattachée par arrêté du 9 vendémiaire an X (30 septembre 1801) au canton de Châtillon-sur-Loing,, qui devient canton de Châtillon-Coligny en 1896. |
| Canton                      | Lorris              | 2015-     | Électorale                   | La loi du 17 mai 2013 et ses décrets d'application publiés en février et mars 2014 introduisent un nouveau découpage territorial pour les élections départementales. La commune est alors rattachée au nouveau canton de Lorris. Depuis cette réforme, plus aucun service de l'État n'exerce sa compétence sur un territoire s'appuyant sur le nouveau découpage cantonal. Le canton a disparu en tant que circonscription administrative de l'État ; il est désormais uniquement une circonscription électorale dédiée à l'élection d'un binôme de conseillers départementaux siégeant au conseil départemental. |
| Arrondissement              | Montargis           | 1801-     | Administrative               | Dammarie-sur-Loing est rattachée à l'arrondissement de Montargis depuis sa création en 1801,. |
| Circonscription législative | 4e circonscription  | 2010-     | Électorale                   | Lors du découpage législatif de 1986, le nombre de circonscriptions législatives passe dans le Loiret de 4 à 5. Un nouveau redécoupage intervient en 2010 avec la loi du 23 février 2010. En attribuant un siège de député « par tranche » de 125 000 habitants, le nombre de circonscriptions par département varie désormais de 1 à 21,. Dans le Loiret, le nombre de circonscriptions passe de cinq à six. La réforme n'affecte pas Dammarie-sur-Loing qui reste rattachée à la quatrième circonscription. |

#### Collectivités de rattachement
La commune de Dammarie-sur-Loing est rattachée au département du Loiret et à la région Centre-Val de Loire, à la fois circonscriptions administratives de l'État et collectivités territoriales.

### Politique et administration municipales

#### Conseil municipal et maire
Depuis les élections municipales de 2014, le conseil municipal  de Dammarie-sur-Loing, commune de moins de 1 000 habitants, est élu au scrutin majoritaire plurinominal à deux tours, les électeurs pouvant modifier les listes, panacher, ajouter ou supprimer des candidats sans que le vote soit nul,  pour un mandat de six ans renouvelable. Il est composé de 15 membres. L'exécutif communal, est constitué par le maire, élu par le conseil municipal, parmi ses membres, pour un mandat de six ans, c'est-à-dire pour la durée du mandat du conseil.
| Période                                  | Période      | Identité               | Étiquette | Qualité                             |
| ---------------------------------------- | ------------ | ---------------------- | --------- | ----------------------------------- |
| mars 2014                                | juillet 2020 | Philippe Poirier       |           | Retraité salarié du secteur privé   |
| juillet 2020                             | En cours     | Alexandre Ducardonnet, |           | Agriculteur sur petite exploitation |
| Les données manquantes sont à compléter. |              |                        |           |                                     |

## Équipements et services

### Environnement

#### Gestion des déchets
En  2016, la commune est membre du syndicat mixte de collecte et de traitement des ordures ménagères des cantons de Gien, Châtillon Coligny, Briare et Châtillon-sur-Loire (SMICTOM). Celui-ci assure la collecte et le traitement des ordures ménagères résiduelles, des emballages ménagers recyclables  et des encombrants en porte à porte et du verre en points d’apport volontaire. Un réseau de sept déchèteries accueille les encombrants et autres déchets spécifiques (déchets verts, déchets dangereux, gravats, ferraille, cartons…). La déchèterie la plus proche est située sur la commune de Sainte-Geneviève-des-Bois,. L'élimination et la valorisation énergétique des déchets ménagers et de ceux issus de la collecte sélective sont effectuées par le SYCTOM de Gien-Châteauneuf-sur-Loire qui comprend un centre de transfert de déchets ménagers et un centre de stockage de déchets ultimes (CSDU) de classe II à Saint-Aignan-des-Gués ainsi qu'une usine d’incinération des ordures ménagères à Gien-Arrabloy
Depuis le 1er janvier 2017, la « gestion des déchets ménagers » ne fait plus partie des compétences de la commune mais est une compétence obligatoire de la communauté de communes Canaux et Forêts en Gâtinais en application de la loi NOTRe du 7 août 2015.

#### Production et distribution d'eau
Le service public d’eau potable est une compétence obligatoire des communes depuis l’adoption de la loi du 30 décembre 2006 sur l’eau et les milieux aquatiques. Au 31 décembre 2016, la production et la distribution de l'eau potable sur le territoire communal sont assurées par le syndicat intercommunal d'alimentation en eau potable de Saint-Maurice-sur-Aveyron, un syndicat créé en 1959 desservant quatre communes : Aillant-sur-Milleron, Le Charme, Dammarie-sur-Loing et Saint-Maurice-sur-Aveyron,,.
La loi NOTRe du 7 août 2015 prévoit que le transfert des compétences « eau et assainissement » vers les communautés de communes sera obligatoire à compter du 1er janvier 2020. Le transfert d’une compétence entraîne  de  facto la mise à disposition gratuite de plein droit des biens, équipements et services publics utilisés, à la date du transfert, pour l'exercice de ces compétences et la substitution de la communauté dans les droits et obligations des communes,.

#### Assainissement
La compétence assainissement, qui recouvre obligatoirement la collecte, le transport et l’épuration des eaux usées, l’élimination des boues produites, ainsi que le contrôle des raccordements aux réseaux publics de collecte, est assurée  par la commune elle-même.
La commune est raccordée à une station d'épuration située sur le territoire communal, mise en service le 1er janvier 2003 et dont la capacité nominale de traitement est de  500 EH, soit 75 m3/jour. Cet équipement utilise un procédé d'épuration biologique dit « à boues activées »,.
L’assainissement non collectif (ANC) désigne les installations individuelles de traitement des eaux domestiques qui ne sont pas desservies par un réseau public de collecte des eaux usées et qui doivent en conséquence traiter elles-mêmes leurs eaux usées avant de les rejeter dans le milieu naturel. La communauté de communes de Châtillon-Coligny a créé, par délégation de ses communes adhérentes, le 31 décembre 2005 le service public d'assainissement non collectif (SPANC). Celui-ci a pour mission de contrôler les installations neuves et existantes, la mise en place d’un service de vidange et la réhabilitation des installations,. Depuis le 1er janvier 2017, c'est la communauté de communes Canaux et Forêts en Gâtinais, issue de la fusion de la communauté de communes du canton de Lorris, de la communauté de communes de Châtillon-Coligny et de la communauté de communes du Bellegardois, qui assure, par substitution, le SPANC.

## Population et société

### Démographie
L'évolution du nombre d'habitants est connue à travers les recensements de la population effectués dans la commune depuis 1793. Pour les communes de moins de 10 000 habitants, une enquête de recensement portant sur toute la population est réalisée tous les cinq ans, les populations de référence des années intermédiaires étant quant à elles estimées par interpolation ou extrapolation. Pour la commune, le premier recensement exhaustif entrant dans le cadre du nouveau dispositif a été réalisé en 2008.
En 2022, la commune comptait 460 habitants, en évolution de −7,63 % par rapport à 2016 (Loiret : +1,89 %, France hors Mayotte : +2,11 %).
| 1793 | 1800 | 1806 | 1821 | 1831 | 1836 | 1841 | 1846 | 1851 |
| ---- | ---- | ---- | ---- | ---- | ---- | ---- | ---- | ---- |
| 500  | 511  | 492  | 595  | 603  | 655  | 628  | 700  | 735  |

| 1856 | 1861 | 1866 | 1872 | 1876 | 1881 | 1886 | 1891 | 1896 |
| ---- | ---- | ---- | ---- | ---- | ---- | ---- | ---- | ---- |
| 770  | 743  | 803  | 742  | 750  | 766  | 747  | 750  | 710  |

| 1901 | 1906 | 1911 | 1921 | 1926 | 1931 | 1936 | 1946 | 1954 |
| ---- | ---- | ---- | ---- | ---- | ---- | ---- | ---- | ---- |
| 640  | 612  | 613  | 553  | 581  | 512  | 499  | 510  | 474  |

| 1962 | 1968 | 1975 | 1982 | 1990 | 1999 | 2006 | 2008 | 2013 |
| ---- | ---- | ---- | ---- | ---- | ---- | ---- | ---- | ---- |
| 474  | 463  | 406  | 375  | 380  | 467  | 505  | 517  | 510  |

| 2018 | 2022 | - | - | - | - | - | - | - |
| ---- | ---- | - | - | - | - | - | - | - |
| 480  | 460  | - | - | - | - | - | - | - |

## Patrimoine

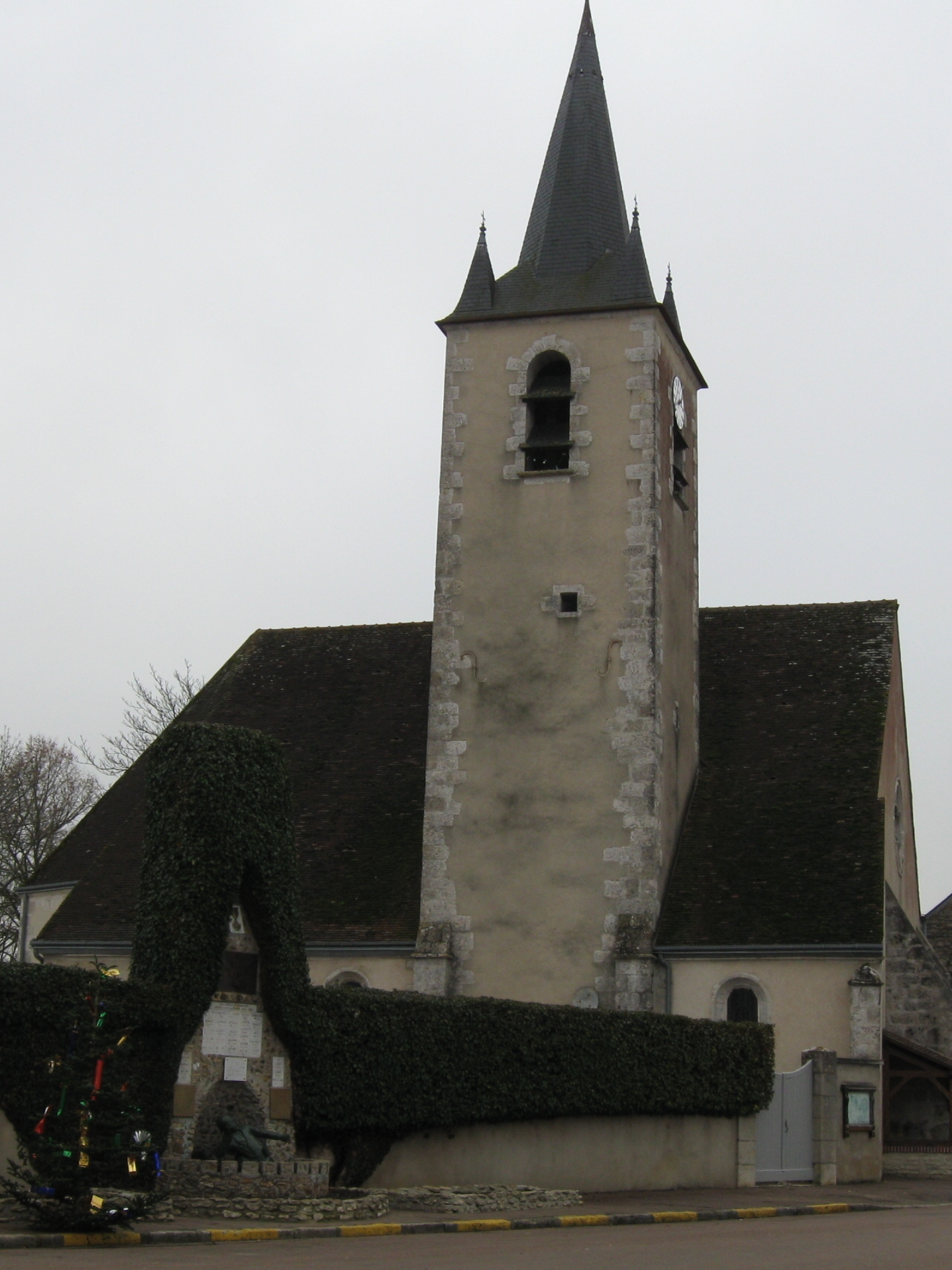
L'église Notre-Dame.

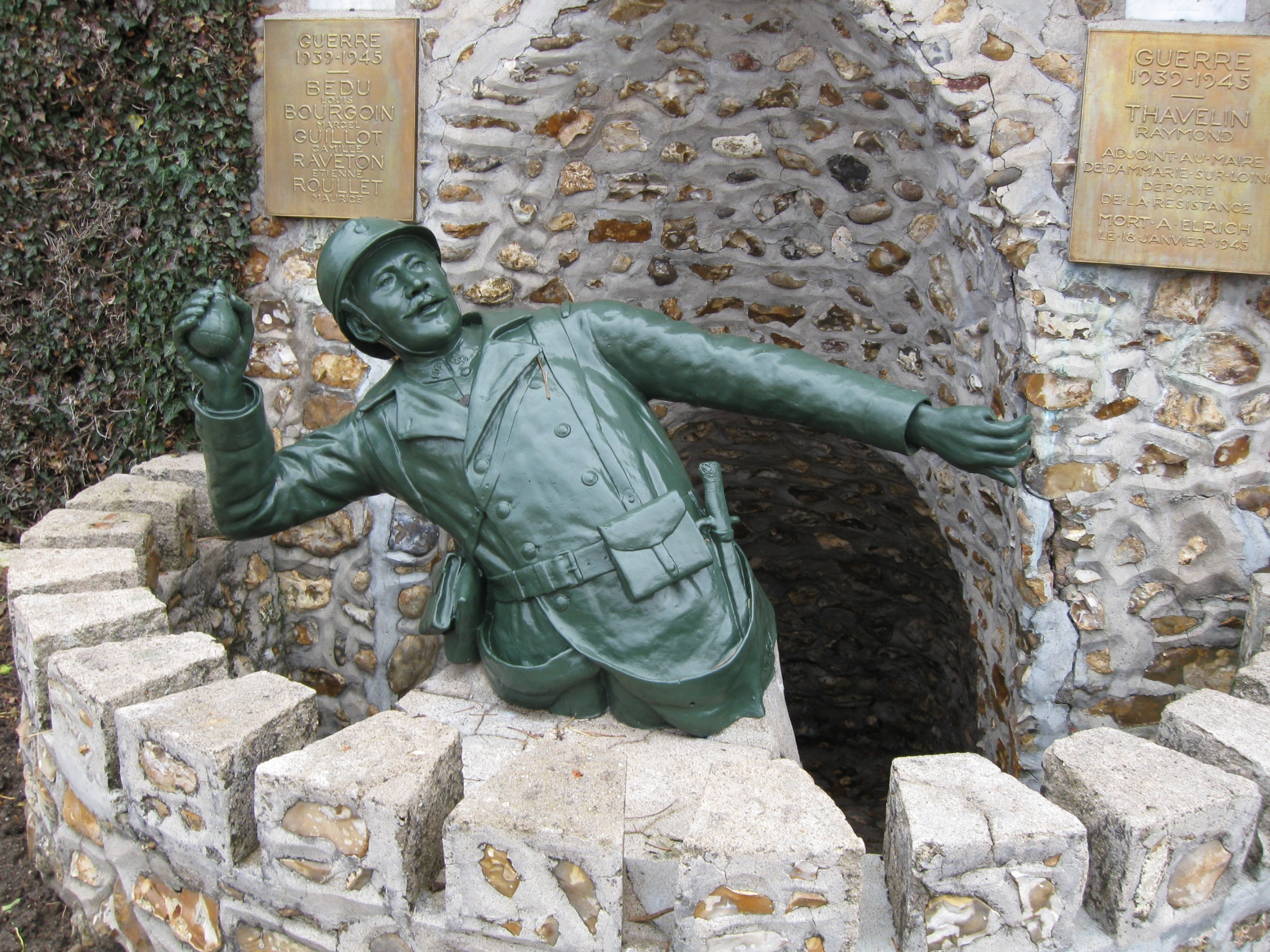
Le monument aux morts, détail.

Plusieurs constructions sont listées à l'Inventaire général du patrimoine culturel.
- L'église Notre-Dame du XIIe siècle, partiellement détruite en 1576. Le chœur puis la partie nord du bâtiment, ont été reconstruits pendant la première moitié du XVIIe siècle. Le clocher est surélevé d'environ six mètres en 1779. La voûte en berceau de la nef, les voûtes d'ogives sur l'abside et les chapelles, et les modifications du portail, datent des environs de 1866[93].
- Le château de Mivoisin, dont les 4 grosses tours datent de François Ier. Deux ailes en retour ont été rajoutées au XVIIIe siècle, ce qui donne au bâtiment la forme d'un U. Au XIXe siècle un petit bâtiment est rajouté au sud du corps de maison originel. Les communs datent des XVIIIe et XIXe siècles. Un moulin, maintenant en grande partie détruit, était installé immédiatement à côté du château (côté sud-est) et fonctionnait sur un bief du Loing ; sa machinerie, installée à la fin du XIXe siècle dans un nouveau bâtiment dit salle des machines, a été restaurée au XXe siècle[94].

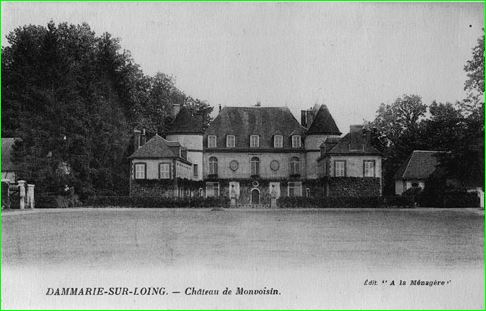
Le château de Mivoisin vers 1900.
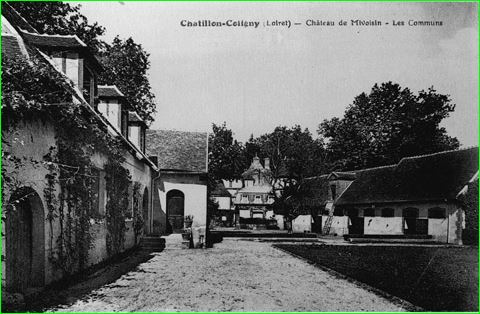
Mivoisin, les communs du château.
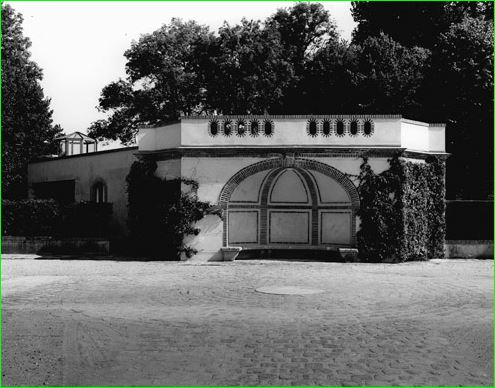
Mivoisin, la salle des machines du moulin.
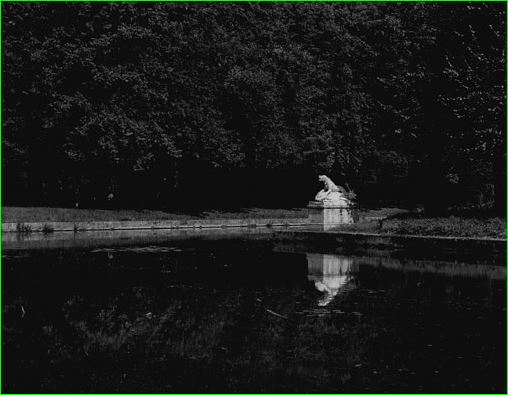
Mivoisin, statue du bassin à son chenal vers le Loing.

- Le château des Gévrils, du XIXe siècle[95].
- Le château de Nailly[96].
- Le monument aux morts.
- Au lieu-dit du Moulin Brûlé, trois éléments sont inventoriés comme patrimoine culturel :Échelle d'écluses du Moulin brulé.

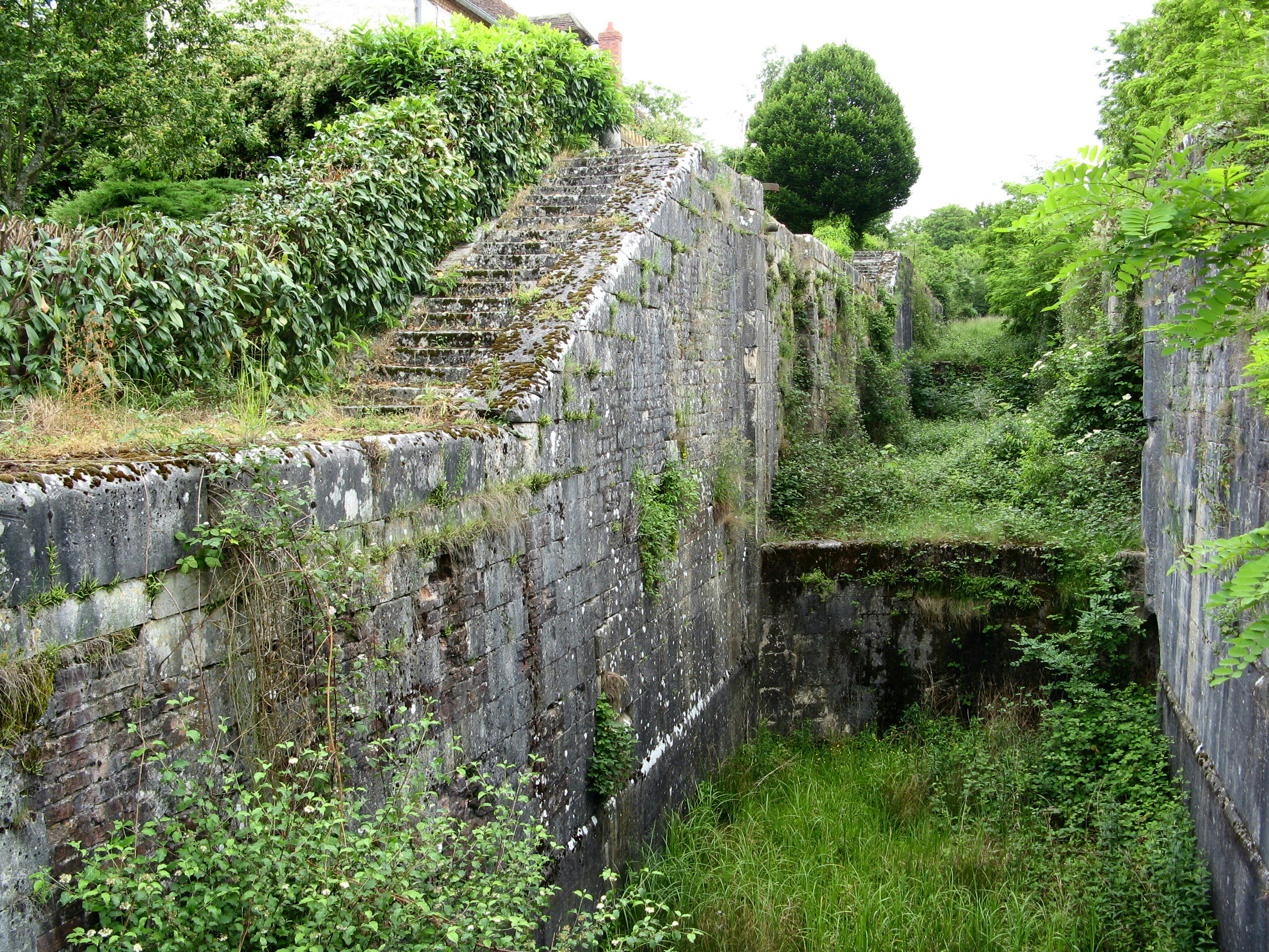
Échelle d'écluses du Moulin brulé.

  - Une échelle d'écluses construite entre 1604 et 1642, élargie et allongée vers 1830, puis abandonnée vers 1885-1890 au profit d'un nouveau bief situé légèrement en contrebas. Le pont de cet ensemble d'écluses est bâti d'une seule arche en pierre à arc surbaissé, et a des garde-corps métalliques[97],[98].
  - Un pont oscillant, installé en 1887 sur le chemin rural 53, enjambe le nouveau bief du canal de Briare. Le principe en avait été inventé en 1880 par Fernand Barlatier de Mas (ou du Mas), pour éviter une rupture dans le halage des bateaux. Le tablier de ce pont est divisé en deux parties de longueur inégales, mais de poids identique, et peut pivoter autour d'un axe horizontal. Le poids de l'éclusier suffit pour soulever d'environ quarante centimètres le tablier en entier, afin de pouvoir faire passer le verdon (ou corde) de traction[99],[100].
  - Le four à chaux de l'ancienne maison éclusière (celle bâtie pour l'échelle d'écluses du XVIIe siècle), en partie enterré, daterait du début du XIXe siècle.
- Le lavoir du XIXe siècle[101].
- Plusieurs maisons d'habitation des XVIIIe et XIXe siècles ont été inventoriées[102], dont :
  - La maison Saint-Vincent
  - Le manoir Saint-Jérôme
  - Quatre maisons accolées aux Comnailles
  - Deux maisons accolées, avec four à pain, aux Toulerons.

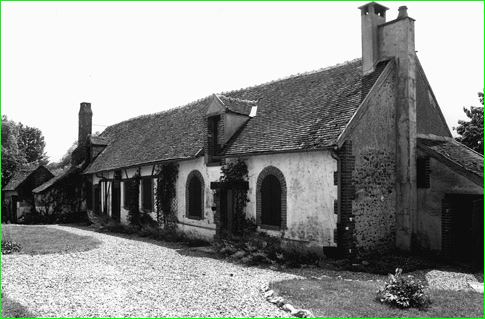
Les Toulerons.
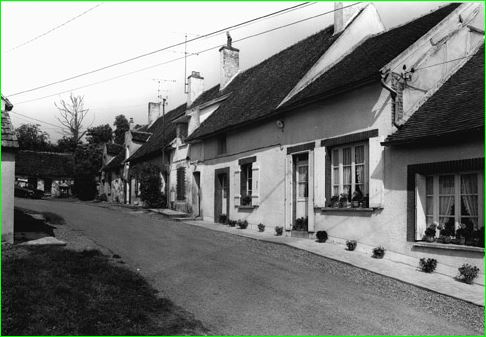
Les Comnailles.
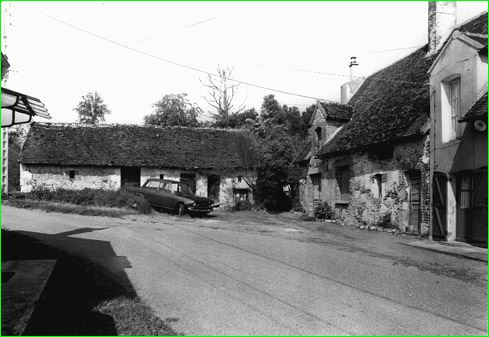
Les Comnailles.
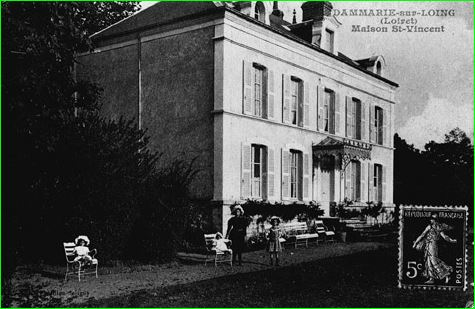
Maison Saint-Vincent.

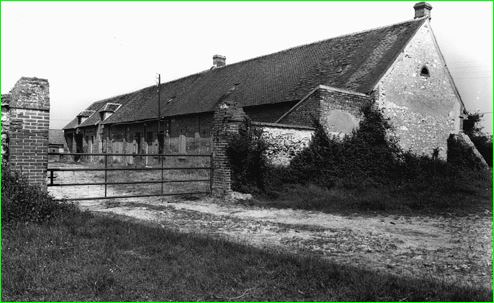
Les Copeaux.

- Six fermes ont été inventoriées[103] : 
  - Bois Garnier : un hangar agricole, une étable et un poulailler sont des XVIIIe et XIXe siècles. Le pignon oriental de la maison d'habitation comporte un essentage de planches destiné à protéger le pan de bois de mise en œuvre[104],
  - Les Copeaux : écuries, habitation et hangar du début du XIXe siècle[103],
  - Les Romions,
  - Saint-Sorlin,
  - Les Sélègres,
  - Les Vallées : certaines parties de la grange et la partie centrale du logis sont du XVIIIe siècle ; les réfections de la 2e moitié du XIXe siècle ont été effectuées en même temps que la construction du fenil[105].

Toutes ces fermes étant indiquées dans la carte de Cassini, leur établissement date au plus tard du début du XVIIIe siècle.